# Милс Брадърс
„Милс Брадърс“ (на английски: The Mills Brothers) е американска джаз и поп група, вокален квартет, работил от 1925 до 1982 година.
Създадена през 1925 година в Пикуа, щата Охайо, от братята Джон Чарлз, Доналд, Хари и Хърбърт Милс, по това време още деца, само няколко години по-късно групата започва работа в различни радиостанции, които ѝ донасят широка известност. През 1930 година „Милс Брадърс“ става първата афроамериканска група със собствено радиопредаване, а през 1943 година – първата със запис, оглавил класацията на „Билборд“. В продължение на няколко десетилетия те са сред водещите изпълнители на традиционна поп музика в Съединените щати.